# Telltale Games
Telltale Games — колишня незалежна компанія-розробник і видавець комп'ютерних ігор, розташована в місті Сан-Рафаель, Каліфорнія, США. Вважається однією з найвідоміших компаній по виробництву пригодницьких відеоігор, заснованих на популярних телевізійних шоу і коміксах. Заснована 22 червня 2004 року під назвою Telltale, Incorporated групою працівників LucasArts, що займались розробкою Sam & Max Freelance Police. Більшість ігор, розроблених в студії, засновані на епізодичній системі. Ігри поділялися на кілька сюжетних епізодів, які компанія випускала послідовно, зазвичай протягом року з дати релізу. Після закриття студії у 2018 році, LCG Entertainment, Inc. вдалося придбати права на більшу частину оригінальної інтелектуальної власності Telltale, включаючи брендинг та ліцензії на ігри, а в серпні 2019 року, вони повернули стару назву компанії — Telltale Games.

## Розроблені відеоігри

### Telltale Games (2004–2018)
| Назва гри                                             | Дата виходу                                                                        | Кількість епізодів      | Платформи |
| ----------------------------------------------------- | ---------------------------------------------------------------------------------- | ----------------------- | --- |
| Telltale Texas Hold'em                                | 11 лютого 2005                                                                     | —                       | Microsoft Windows                                                                                               |
| Bone: Out from Boneville                              | 15 вересня 2005                                                                    | —                       | Microsoft Windows, OS X                                                                                         |
| CSI: 3 Dimensions of Murder                           | 21 березня 2006                                                                    | 5 епізодів              | Microsoft Windows, PlayStation 2                                                                                |
| Bone: The Great Cow Race                              | 12 квітня 2006                                                                     | —                       | Microsoft Windows                                                                                               |
| Sam & Max Save the World                              | 17 жовтня 2006 — 26 квітня 2007                                                    | 6 епізодів              | Microsoft Windows, Wii, Xbox 360                                                                                |
| CSI: Hard Evidence                                    | 25 вересня 2007                                                                    | 5 епізодів              | Microsoft Windows, OS X, Wii, Xbox 360                                                                          |
| Sam & Max: Season Two                                 | 8 листопада 2007 — 10 квітня 2008                                                  | 5 епізодів              | iOS, Microsoft Windows, OS X, PlayStation 3, Wii, Xbox 360                                                      |
| Strong Bad's Cool Game for Attractive People          | 11 серпня 2008 — 15 грудня 2008                                                    | 5 епізодів              | Microsoft Windows, OS X, PlayStation 3, Wii                                                                     |
| Wallace & Gromit's Grand Adventures                   | 24 березня 2009 — 30 липня 2009                                                    | 4 епізоди               | iOS, Microsoft Windows, Xbox 360                                                                                |
| Tales of Monkey Island                                | 7 липня 2009 — 8 грудня 2009                                                       | 5 епізодів              | iOS, Microsoft Windows, OS X, PlayStation 3, Wii                                                                |
| CSI: Deadly Intent                                    | 20 жовтня 2009                                                                     | 5 епізодів              | Microsoft Windows, Wii, Xbox 360                                                                                |
| Sam & Max: The Devil's Playhouse                      | 15 квітня 2010 — 30 серпня 2010                                                    | 5 епізодів              | iOS, Microsoft Windows, OS X, PlayStation 3                                                                     |
| Hector: Badge of Carnage                              | 2 червня 2010 — 22 вересня 2011                                                    | 3 епізоди               | iOS, Microsoft Windows, OS X                                                                                    |
| Nelson Tethers: Puzzle Agent                          | 30 червня 2010                                                                     | —                       | iOS, Microsoft Windows, OS X, PlayStation 3                                                                     |
| CSI: Fatal Conspiracy                                 | 26 жовтня 2010                                                                     | 5 епізодів              | Microsoft Windows, PlayStation 3, Wii, Xbox 360                                                                 |
| Poker Night at the Inventory                          | 22 листопада 2010                                                                  | —                       | Microsoft Windows, OS X                                                                                         |
| Back to the Future: The Game                          | 22 грудня 2010 — 23 червня 2011                                                    | 5 епізодів              | iOS, Microsoft Windows, OS X, PlayStation 3, Wii                                                                |
| Puzzle Agent 2                                        | 30 червня 2011                                                                     | —                       | iOS, Microsoft Windows, OS X                                                                                    |
| Jurassic Park: The Game                               | 15 листопада 2011                                                                  | 4 епізоди               | iOS, Microsoft Windows, OS X, PlayStation 3, Xbox 360                                                           |
| Law & Order: Legacies                                 | 22 грудня 2011 — 29 березня 2012                                                   | 7 епізодів              | iOS, Microsoft Windows, OS X                                                                                    |
| The Walking Dead: Season One                          | 24 квітня 2012 — 20 листопада 2012, 2 липня 2013 (DLC епізод)                      | 5 епізодів + DLC епізод | Android, iOS, Microsoft Windows, OS X, PlayStation 3, PlayStation 4, PlayStation Vita, Xbox 360, Xbox One       |
| Poker Night 2                                         | 24 квітня 2013                                                                     | —                       | iOS, Microsoft Windows, OS X, PlayStation 3, Xbox 360                                                           |
| The Wolf Among Us                                     | 11 жовтня 2013 — 8 липня 2014                                                      | 5 епізодів              | Android, iOS, Microsoft Windows, OS X, PlayStation 3, PlayStation 4, PlayStation Vita, Xbox 360, Xbox One       |
| The Walking Dead: Season Two                          | 17 грудня 2013 — 26 серпня 2014                                                    | 5 епізодів              | Android, iOS, Microsoft Windows, OS X, OUYA, PlayStation 3, PlayStation 4, PlayStation Vita, Xbox 360, Xbox One |
| Tales from the Borderlands                            | 25 листопада 2014 — 22 жовтня 2015                                                 | 5 епізодів              | Android, Microsoft Windows, PlayStation 3, PlayStation 4, PlayStation Vita, Xbox 360, Xbox One                  |
| Game of Thrones                                       | 2 грудня 2014 року — 17 листопада 2015                                             | 6 епізодів              | Android, iOS, Microsoft Windows, OS X, PlayStation 3, Xbox 360                                                  |
| Minecraft Story Mode                                  | 13 жовтня 2015 — 13 вересня 2016                                                   | 8 епізодів              | Android, iOS, Microsoft Windows, OS X, PlayStation 3, PlayStation 4, Xbox 360, Xbox One                         |
| Batman: The Telltale Series                           | 2 серпня 2016 — 13 грудня 2016                                                     | 5 епізодів              | Windows, PS3, PS4, IOS, Android, Xbox 360, Xbox One                                                             |
| The Walking Dead: Michonne                            | 23 лютого 2016 — 26 квітня 2016                                                    | 3 епізоди               | Windows, OS X, PS3, PS4, Xbox 360, Xbox One                                                                     |
| The Walking Dead: A New Frontier                      | 20 грудня 2016 — 30 травня 2017                                                    | 5 епізодів              | Windows, iOS, PS4, Xbox One, Android                                                                            |
| Marvel’s Guardians of the Galaxy: The Telltale Series | 18 квітня 2017 — 7 листопада 2017                                                  | 5 епізодів              | Windows, iOS, PS4, Xbox One, Android                                                                            |
| Minecraft Story Mode Season 2                         | 11 липня 2017 — 19 грудня 2017                                                     | 5 епізодів              | Windows, PS4, Xbox One, Android, IOS                                                                            |
| Batman: The Enemy Within                              | 8 серпня 2017 — 27 березня 2018                                                    | 5 епізодів              | Windows, PS4, Xbox One, Android, IOS                                                                            |
| The Walking Dead Collection                           | 5 грудня 2017                                                                      | 19 епізодів             | Microsoft Windows, PlayStation 4, Xbox One                                                                      |
| The Walking Dead: The Final Season                    | 14 серпня 2018 — 25 вересня 2018, 15 січня 2019 — 26 березня 2019 (Skybound Games) | 4 епізоди               | Windows, PS4, Xbox One, Android, IOS                                                                            |

Скасовані ігри
- Сиквел Game of Thrones
- Гра за ліцензією Stranger Things
- The Wolf Among Us 2[4]
- Неанонсований проєкт[5]

### Telltale Games (2019–нині)
| Назва гри                      | Спільно з         | Дата виходу    | Кількість епізодів | Платформи                                                              |
| ------------------------------ | ----------------- | -------------- | ------------------ | ---------------------------------------------------------------------- |
| Batman: Shadows Edition        | LCG Entertainment | 17 грудня 2019 | 10 епізодів        | Microsoft Windows, Xbox One, PlayStation 4, Nintendo Switch            |
| The Expanse: A Telltale Series | Deck Nine         | 2023           | —                  | —                                                                      |
| The Wolf Among Us 2            | AdHoc Studio      | 2024           | 5 епізодів         | Microsoft Windows, Playstation 4, PlayStation 5, Xbox One, Xbox Series |

## Видані відеоігри

### Telltale Games (2004–2018)
| Назва гри                  | Розробник           | Дата виходу                     | Кількість епізодів | Платформи                                                           |
| -------------------------- | ------------------- | ------------------------------- | ------------------ | ------------------------------------------------------------------- |
| Hector: Badge of Carnage   | Straandlooper       | 2 червня 2010 — 22 вересня 2011 | 3 епізоди          | Microsoft Windows, macOS, iOS                                       |
| The Jackbox Party Pack     | Jackbox Games       | 3 листопада 2015                | —                  | Microsoft Windows, PlayStation 3, PlayStation 4, Xbox 360, Xbox One |
| 7 Days to Die              | The Fun Pimps       | 28 червня 2016                  | —                  | Microsoft Windows, PlayStation 4, Xbox One, MacOS                   |
| Mr. Robot:1.51exfiltrati0n | Night School Studio | 16 серпня 2016                  | —                  | Android, iOS                                                        |
| RGX: Showdown              | Shortround Games    | 18 вересня 2018                 | —                  | PlayStation 4, Xbox One                                             |

Скасоване видавництво
- Stranded Deep[8]